# Fulton (sous-marin)
Pour les articles homonymes, voir Fulton.
Le sous-marin français Fulton est un sous-marin d'attaque Diesel-électrique, de classe Joessel, construit pour la marine nationale française, entre 1913 et 1920. Le Fulton est construit à l'arsenal de Cherbourg, de 1913 à 1920, et entre en service, en juillet 1920, jusqu'en mai 1936, date à laquelle il est radié des contrôles et retiré du service.  

## Conception
Le Fulton est commandé, par le programme de 1914 de la flotte française, dans un lot de deux navires de la classe Joessel. Ces navires sont conçus par Jean Ernest Simonot, par amélioration de son projet précédent, les sous-marins de classe Gustave Zédé (en), qui prévoyait deux turbines à vapeur Parsons, d'une puissance de 2 000 ch (1 491 kW). Durant la construction, l'idée est abandonnée et les bâtiments sont équipés de moteurs Diesel,,

## Carrière
Le Fulton est construit à l'arsenal de Cherbourg/ Sa construction débute en novembre 1913, il est mis à l'eau le 1er avril 1919, et terminé en juillet 1920. Le sous-marin porte le nom de Robert Fulton, inventeur américain du premier bateau à vapeur commercial et du premier sous-marin, le Nautilus. Il est immatriculé Q110.
Il est refondu, dans les années 1920, et reçoit un nouveau massif, un nouveau pont et deux périscopes de 7,5 m (sur le massif) et 9,5 m (au central opérations),,.
Le Fulton sert dans l'Océan Atlantique, jusqu'au début des années 1930, date à laquelle il est transféré en Indochine. Il est mis en réserve (de même que le Joessel) en décembre 1934 à Saïgon. Il est radié en mai 1936,. 

### Source de la traduction
- (en) Cet article est partiellement ou en totalité issu de l’article de Wikipédia en anglais intitulé « French submarine Fulton » (voir la liste des auteurs).